# Schlegeliaceae
Schlegeliaceae is een botanische naam van een familie van tweezaadlobbige planten. Een familie onder deze naam wordt pas sinds kort erkend door systemen van plantentaxonomie, waaronder het APG-systeem (1998) en het APG II-systeem (2003).
Het gaat om een kleine familie van houtige planten, in Zuid- en Midden-Amerika.